# Keri Lynn Pratt
Keri Lynn Pratt (nascida em 23 de setembro de 1978) é uma atriz americana de cinema e televisão. Ela é bem conhecida por seu papel de Missy Belknap em Jack & Bobby e como Dee Vine no filme Drive Me Crazy, que foi seu papel de estréia.
Pratt era um estudante na Academia de Dança de Hampstead e depois da formatura, começou sua carreira na Broadway Dance Center. Ela já fez participações em séries como  CSI: Crime Scene Investigation, ER, House MD, Bones, Veronica Mars, Law & Order: Special Victims Unit, Nip/Tuck, 7th Heaven, That 70's Show e Sabrina, the Teenage Witch. Em 2006, ela apareceu em quatro episódios da série Brothers & Sisters. Em julho de 2008, Pratt foi escalado como Kristy no filme de 2009 I Hope They Serve Beer In Hell. Em 2010, ela apareceu como Cat Grant na 10 ª temporada de Smallville.
Pratt que nasceu em Concord (New Hampshire), New Hampshire, graduou-se na Pinkerton Academy em Derry. Ela foi Miss Nova Hampshire Teen EUA 1994 e competiu no Teen EUA 1994. Keri Lynn Pratt se casou com John Barneson em outubro de 2011 em Salem, New Hampshire.

## Filmografia
| Ano  | Nome                           | Personnagens        | Notas |
| ---- | ------------------------------ | ------------------- | ----- |
| 1999 | Drive Me Crazy                 | Dee Vine            |       |
| 2000 | Wirey Spindell                 | First Date          |       |
| 2000 | The Smokers                    | Lisa Stockwell      |       |
| 2000 | Cruel Intentions 2             | Cherie Claymon      |       |
| 2001 | America's Sweethearts          | Leaf Weidmann       |       |
| 2002 | Dead Above Ground              | Kelly 'Kel' Britton |       |
| 2002 | A Midsummer Night's Rave       | Debbie              |       |
| 2004 | Fat Albert                     | Heather             |       |
| 2006 | The Surfer King                | Katie               |       |
| 2009 | A Single Man                   | Blonde Secretary    |       |
| 2009 | I Hope They Serve Beer in Hell | Kristy              |       |
| 2011 | Bad Actress                    | Topanga Pillage     |       |
| 2011 | The Trouble with the Truth     | Heather             |       |
| 2011 | Dorfman                        | Leeann Dorfman      |       |
| 2011 | FDR: American Badass!          | Marietta Buford     |       |
| 2012 | Hell and Mr. Fudge             | Sara Fudge          |       |

| Ano       | Nome                              | Personagens                        | Notas                                                                                   |
| --------- | --------------------------------- | ---------------------------------- | --------------------------------------------------------------------------------------- |
| 2000      | Sabrina, the Teenage Witch        | Lynn                               | Episódio: "House of Pi's"                                                               |
| 2000      | ER                                | Audrey Hoffman, Miss Skokie        | Episódio: "Benton Backwards"                                                            |
| 2001      | That '70s Show                    | Tiffany                            | Episódio: "The Trials of M. Kelso"                                                      |
| 2001      | Going to California               | Elisabeth Beamis                   | Episódio: "The Big Padoodle"                                                            |
| 2001      | CSI: Crime Scene Investigation    | Anna Leah                          | Episódio: "Evaluation Day"                                                              |
| 2002      | Class of '06                      | Patty                              | Filme de TV                                                                             |
| 2002      | Maybe It's Me                     | Kimberly Fitch                     | Episódio: "The Quahog Festival Episode"                                                 |
| 2002      | They Shoot Divas, Don't They?     | Jenny                              | Filme de TV                                                                             |
| 2003      | The Pitts                         | Samantha                           | Episódio: "Miss American Pipe"                                                          |
| 2003      | Nip/Tuck                          | Cara Fitzgerald                    | Episódio: "Montana/Sassy/Justice"                                                       |
| 2003      | Boston Public                     | Molly Sobel                        | Episódio: "Chapter Sixty-Eight"                                                         |
| 2003      | Joan of Arcadia                   | Brianna Matthews                   | Episódio: "Bringeth It On"                                                              |
| 2004      | 7th Heaven                        | Betsy Brewer                       | Episódio: "When Bad Conversations Happen to Good People" Episódio: "Healing Old Wounds" |
| 2004–2005 | Jack & Bobby                      | Missy Belknap                      | 18 Episódios                                                                            |
| 2005      | Campus Confidential               | Cornelia Nixon                     | Filme de TV                                                                             |
| 2005      | Law & Order: Special Victims Unit | Lauren Westley                     | Episódio: "Rockabye"                                                                    |
| 2005      | Stacked                           | Carrie                             | Episódio: "iPod"                                                                        |
| 2006      | House MD                          | Amy Errington                      | Episódio: "Sex Kills"                                                                   |
| 2006      | CSI: Crime Scene Investigation    | Anna Leah                          | Episódio: "Spellbound"                                                                  |
| 2006      | Bones                             | Chloe Daniels                      | Episódio: "The Truth in the Lye"                                                        |
| 2006      | Brothers & Sisters                | Amber Trachtenberg                 | 4 Episódios                                                                             |
| 2006      | Veronica Mars                     | Hallie Piatt                       | Episódio: "My Big Fat Greek Rush Week" Episódio: "Lord of the Pi's"                     |
| 2007      | Crossing Jordan                   | Lisa Price                         | Episódio: "In Sickness & in Health"                                                     |
| 2008      | CSI: NY                           | Paula Tolomeo                      | Episódio: "Personal Foul"                                                               |
| 2008      | Criminal Minds                    | Ashley Holden                      | Episódio: "52 Pickup"                                                                   |
| 2008      | Commuter Confidential             | Daisy                              | TV series                                                                               |
| 2009      | Life on Mars                      | Leslie                             | Episódio: "Coffee, Tea, or Annie"                                                       |
| 2009      | Family Guy                        | Shovin' Buddy (Voz, não creditada) | Episódio: "Peter's Progress"                                                            |
| 2010      | The Mentalist                     | Daniella                           | Episódio: "Pink Chanel Suit"                                                            |
| 2010–2011 | Smallville                        | Cat Grant                          | 4 Episódios                                                                             |
| 2014      | The Originals                     | Mary-Alice Claire                  | Episódio: The Map of Moments                                                            |